# Francis Koumba
Francis Koumba (ur. 16 lipca 1974 w Libreville) – gaboński piłkarz występujący na pozycji obrońcy.

## Kariera klubowa
Koumba karierę rozpoczynał w 1993 roku w klubie Petrosport FC. W Gabonie grał też w zespole AS Mangasport. W 1998 roku wyjechał do Portugalii, gdzie został zawodnikiem czwartoligowego Canelas Gaia FC. W sezonie 1998/1999 awansował z nim do trzeciej ligi. W 2001 roku odszedł do także trzecioligowego zespołu SC Vila Real, z którym w sezonie 2002/2003 spadł do czwartej ligi. W kolejnych latach grał w piątej lidze - w Abambres SC oraz SC Régua. W 2009 roku wrócił do SC Vila Real, również grającego w piątej lidze. W sezonie 2010/2011 awansował z nim do czwartej ligi, a w sezonie 2013/2014 do trzeciej. W 2015 roku zakończył karierę.

## Kariera reprezentacyjna
W reprezentacji Gabonu Koumba zadebiutował w 1993 roku. W 1994 roku znalazł się w drużynie na Puchar Narodów Afryki. Nie zagrał jednak na nim w żadnym spotkaniu, a Gabon odpadł z turnieju po fazie grupowej.
W 1996 roku ponownie został powołany do kadry na Puchar Narodów Afryki. Wystąpił na nim w meczach z Liberią (1:2), Zairem (2:0) i Tunezją (1:1, 1:4 w rzutach karnych), a Gabon zakończył turniej na ćwierćfinale.